# Lepidozona christiaensi
Lepidozona christiaensi är en blötdjursart som beskrevs av Van Belle 1982. Lepidozona christiaensi ingår i släktet Lepidozona och familjen Ischnochitonidae.
Artens utbredningsområde är Hongkong (Kina). Inga underarter finns listade i Catalogue of Life.